# Psephenops grouvellei
Psephenops grouvellei is een keversoort uit de familie keikevers (Psephenidae). De wetenschappelijke naam van de soort werd in 1913 gepubliceerd door George Charles Champion.